# 钻天柳
钻天柳（学名：Chosenia arbutifolia）为杨柳科钻天柳属下的一个种。